# 望田镇
望田镇，是中华人民共和国河南省许昌市鄢陵县下辖的一个乡镇级行政单位。

## 行政区划
望田镇下辖以下地区：
望田北村、望田东村、望田南村、店东刘村、晋庄村、任庄村、前谢村、后谢村、袁家村、武岗村、蔡家村、靳屯村、蔺庄村、翟刘村、杜春营村、程甫还村、逊耕村、老范店村、赵岗村、李庄村、花庄村、黄家村、邱庄村、大王庄村、孙寨村、新色村、堤王村、边王村、和刘村和郭寺村。